# Berg-Gliedkraut
Das Berg-Gliedkraut (Sideritis montana) ist eine Pflanzenart aus der Gattung der Gliedkräuter (Sideritis) innerhalb der Familie der Lippenblütler (Lamiaceae).

## Beschreibung

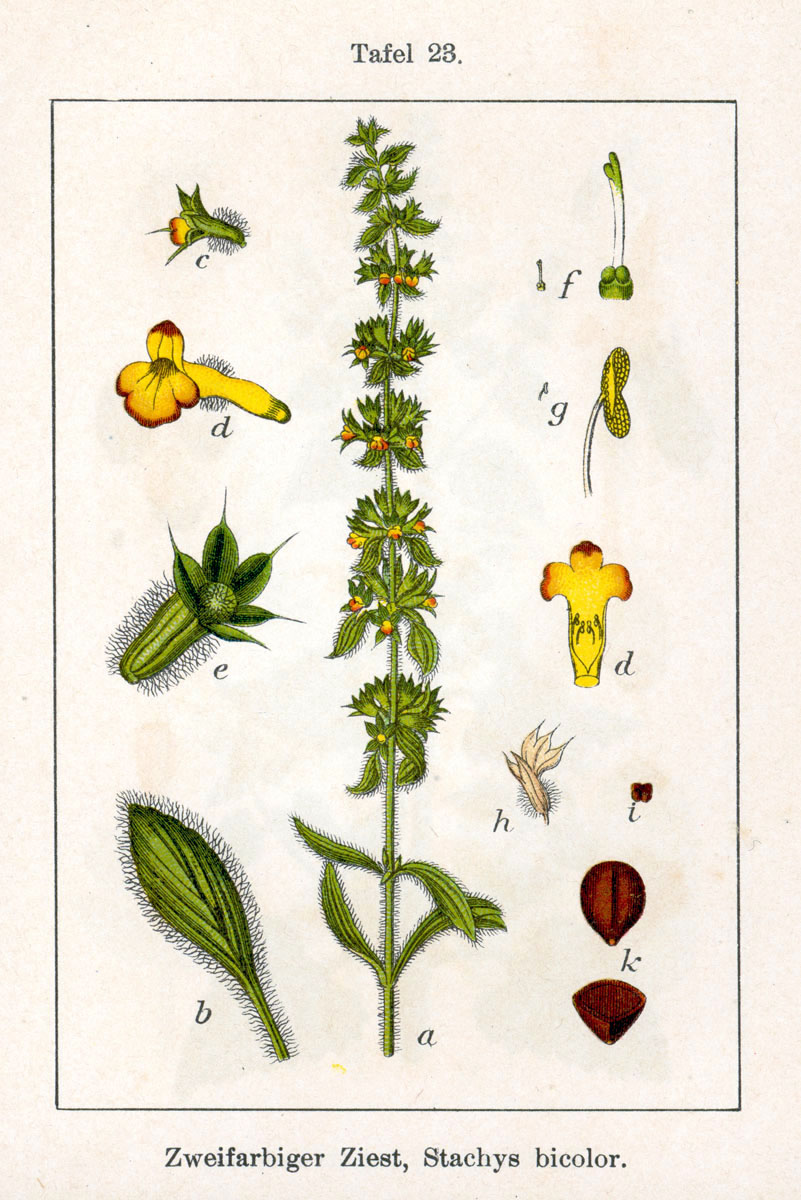
Illustration aus Sturm

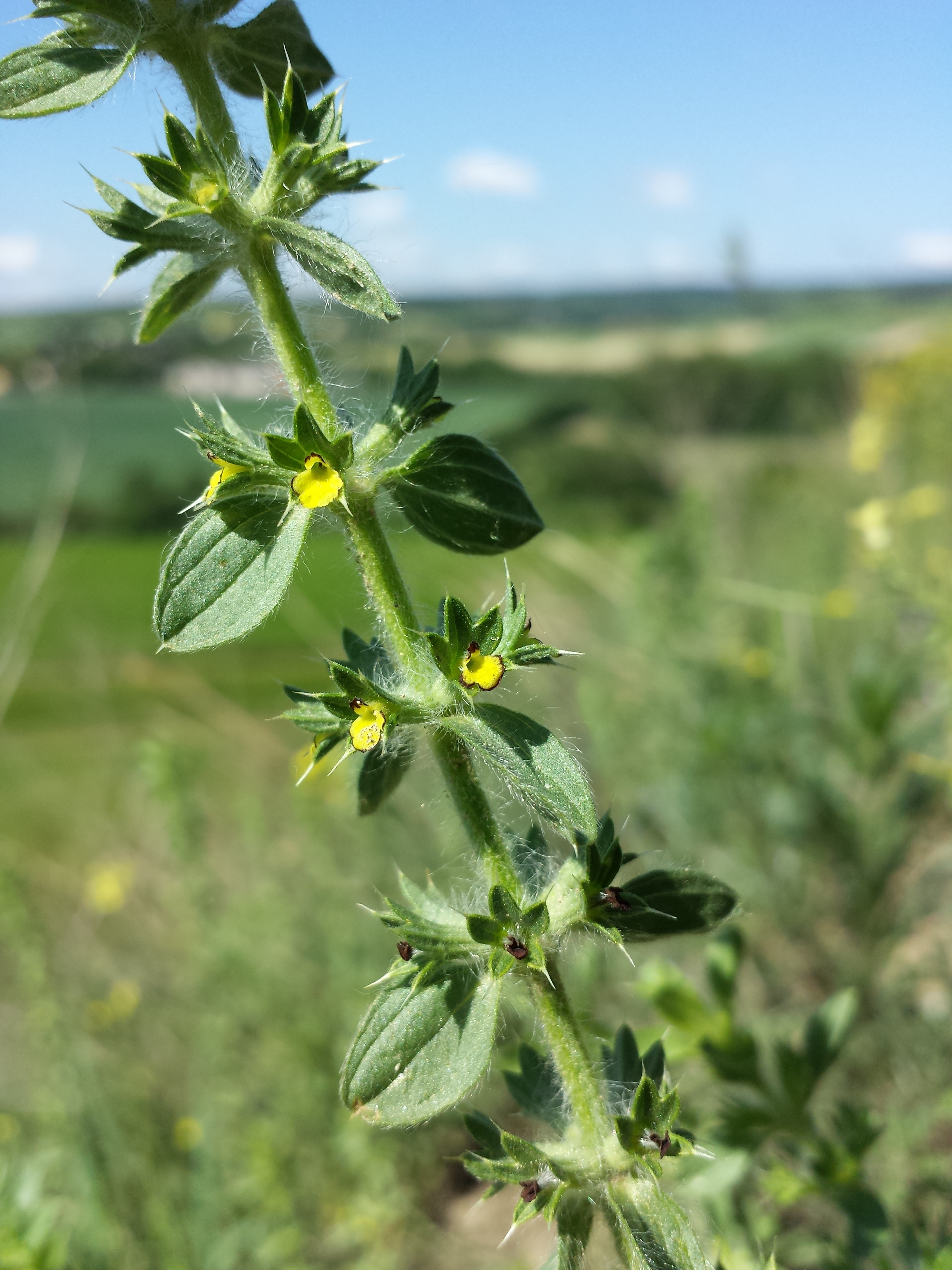
Scheinquirle

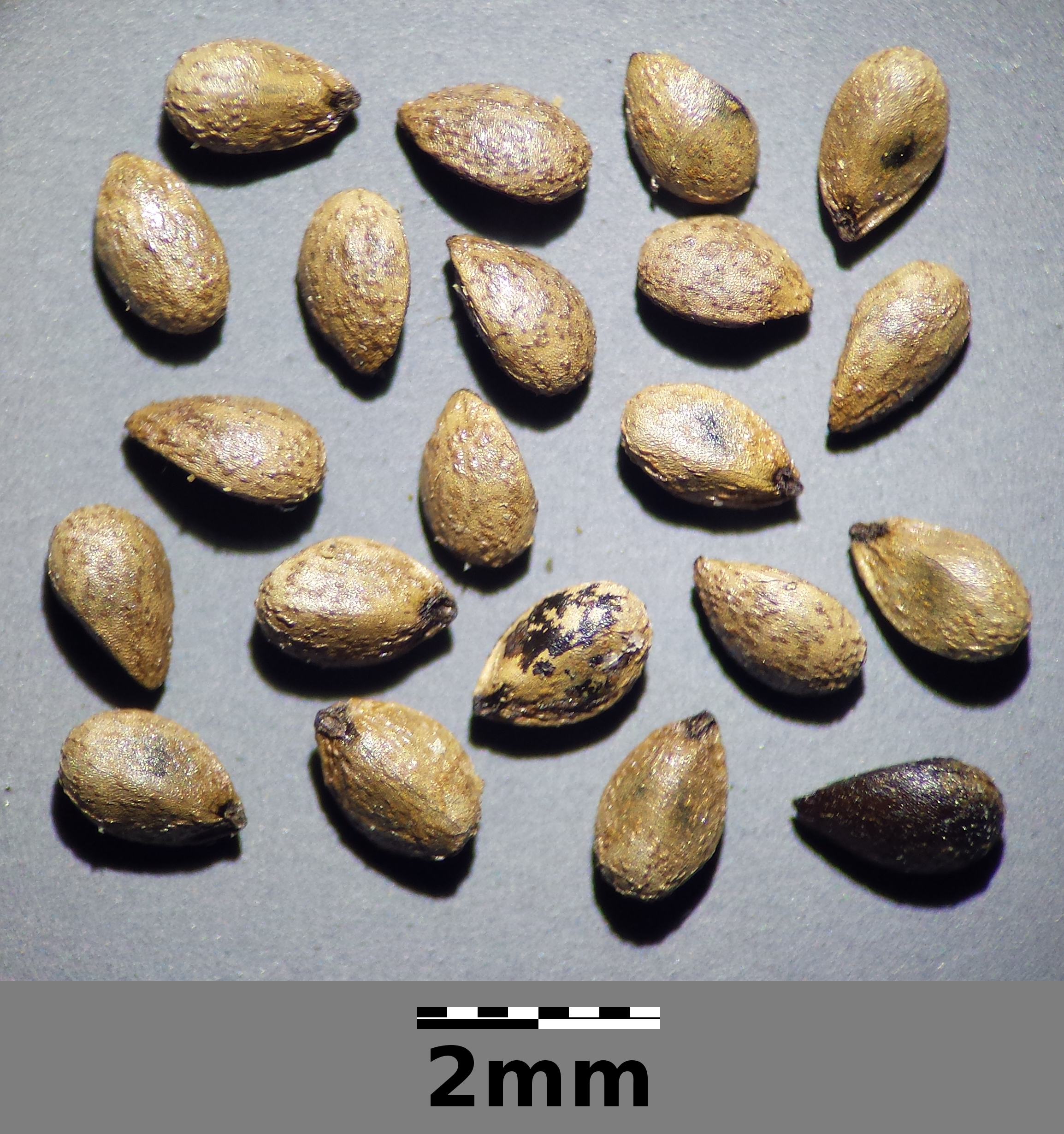
Teilfrüchte (Klausen)

### Vegetative Merkmale
Das Berg-Gliedkraut ist eine einjährige, krautige Pflanze und erreicht Wuchshöhen von 10 bis 35 Zentimetern. Die Stängel sind einfach oder kaum verzweigt, die Behaarung ist zerstreut bis dicht zottig. Mit Internodien von etwa 1 bis 2 (bis 3) Zentimetern Länge sind die Stängel ziemlich dicht und gleichmäßig beblättert. Die gegenständigen Laubblätter sind in einen kurzen Blattstiel und Blattspreite gegliedert. Die einfache Blattspreite ist bei einer Länge von 5 bis 30 Millimetern sowie einer Breite von 2 bis 8 Millimetern elliptisch. Der Blattrand ist ganzrandig oder an der Spitze gesägt sowie behaart.

### Generative Merkmale
Die Blütezeit reicht von Juli bis August. Die Blüten stehen in meist sechsblütigen Scheinquirlen. Die zwittrigen Blüten sind zygomorph mit doppelter Blütenhülle. Der Kelch ist 6 bis 10 Millimeter lang mit glockiger zehnnerviger Röhre und dabei länger als die Krone und behaart. Die Kelchzähne sind eiförmig bis lanzettlich und tragen eine 1 bis 2 Millimeter lange dornige Granne. Die Krone ist 5 bis 7 Millimeter lang und hellgelb mit einem purpurfarbenen Saum. Die Kronröhre ist 3 Millimeter lang, die Oberlippe 1,5 Millimeter und die Unterlippe nur rund 1 Millimeter lang. Die Seitenlappen der Unterlippe sind sehr klein. Die Staubblätter sind etwa 1,5 Millimeter lang. Die Teilfrüchte (Klausen) sind bei einer Länge von etwa 1,5 Millimetern dreikantig und am abgerundeten oberen Ende sind sie grubig punktiert; der Rest der Oberfläche ist glatt.

### Chromosomenzahl
Die Chromosomenzahl beträgt 2n = 16 oder 32.

## Ökologie
Beim Berg-Gliedkraut handelt es sich um einen Therophyten.
Es erfolgt meist Selbstbestäubung, manchmal liegt auch Kleistogamie vor.

## Vorkommen
Das Berg-Gliedkraut ist im ganzen Mittelmeerraum heimisch, das Areal reicht bis Osteuropa, Anatolien, Südwestasien, den westlichen Himalaja und das nordwestliche China. In Nordafrika kommt es in Marokko, Algerien und Tunesien vor.
In Mitteleuropa erreicht das Berg-Gliedkraut seine nördliche Verbreitungsgrenze. In Deutschland kommt das Berg-Gliedkraut als in Einbürgerung befindlicher Neophyt oder als Adventivpflanze vor. In Österreich kommt es im pannonischen Gebiet zerstreut bis selten vor, ansonsten sehr selten. Das Berg-Gliedkraut ist in Burgenland, Wien, Nieder- und Oberösterreich heimisch, in der Steiermark ausgestorben, ebenso in Südtirol.
Das Berg-Gliedkraut wächst in Trockenrasen, Felsensteppen, in Weinbergen, auf Dämmen und Schuttplätzen. Es gedeiht am besten auf trockenen, nährstoffreichen Sand- und Kiesböden. Es kommt nur in der collinen Höhenstufe vor.
Die ökologischen Zeigerwerte nach Landolt et al. 2010 sind in der Schweiz: Feuchtezahl F = 1 (sehr trocken), Lichtzahl L = 4 (hell), Reaktionszahl R = 4 (neutral bis basisch), Temperaturzahl T = 5 (sehr warm-kollin), Nährstoffzahl N = 4 (nährstoffreich), Kontinentalitätszahl K = 4 (subkontinental).

## Systematik und Taxonomie
Die Erstveröffentlichung von Sideritis montana erfolgte 1753 durch Carl von Linné in Species Plantarum, Tomus 2, S. 575.
Man kann zwei Unterarten unterscheiden:
- Sideritis montana subsp. montana: Das Verbreitungsgebiet reicht vom Mittelmeerraum bis ins nordwestliche China.[8]
- Sideritis montana subsp. remota (d'Urv.) P.W.Ball: Sie kommt im östlichen Mittelmeergebiet vor.[8]

## Belege